# 二月田駅
二月田駅（にがつでんえき）は、鹿児島県指宿市十町にある、九州旅客鉄道（JR九州）指宿枕崎線の駅である。

## 歴史
1944年（昭和19年）に駅員が配置されるまでは、定期券による旅客のみ取扱う無人駅であった。

### 年表
- 1934年（昭和9年）12月19日：鉄道省指宿線（現・指宿枕崎線）の駅として開設。定期券による旅客のみ取扱[3]。
- 1944年（昭和19年）4月1日：駅員配置、通常の旅客駅となる。
- 1963年（昭和38年）10月31日：指宿線が指宿枕崎線へ改称、同線の駅となる[3]。
- 1983年（昭和58年）3月8日：荷物扱い廃止[3]。
- 1987年（昭和62年）4月1日：国鉄分割民営化に伴い、JR九州の駅となる[3]。
- 2015年（平成27年）3月14日：無人駅化[1]。

## 駅構造
単式ホーム1面1線を有する地上駅。木造駅舎は古くからの建物ではあるが、リニューアルされている。
無人駅。車内精算方式を取っている区間にあるが、利用者が多いため山川駅同様自動券売機（現金のみ対応）が設置されている。
ホーム上屋を支えている6本の古レールの一部には、ドイツクルップ社（現・ティッセンクルップ）が1900年代初期に製造したことを示す刻印が確認出来る。

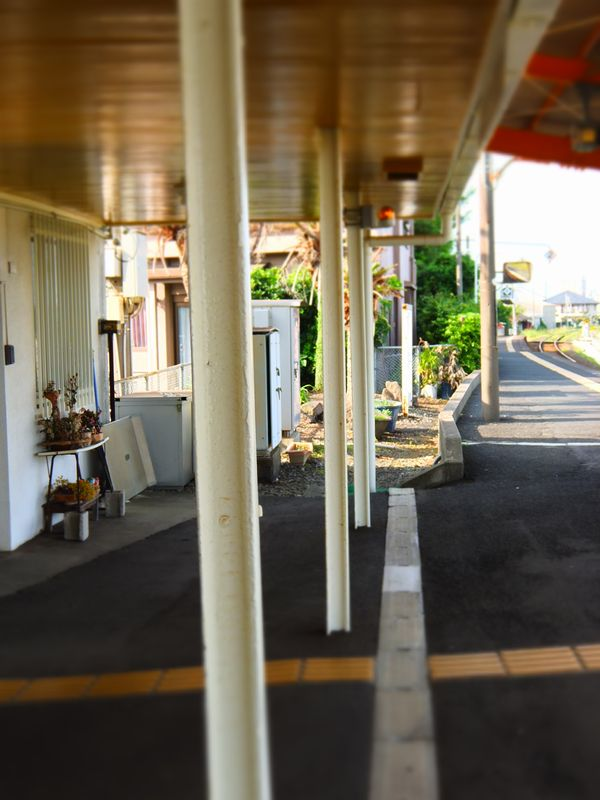
ホーム（2017年2月）
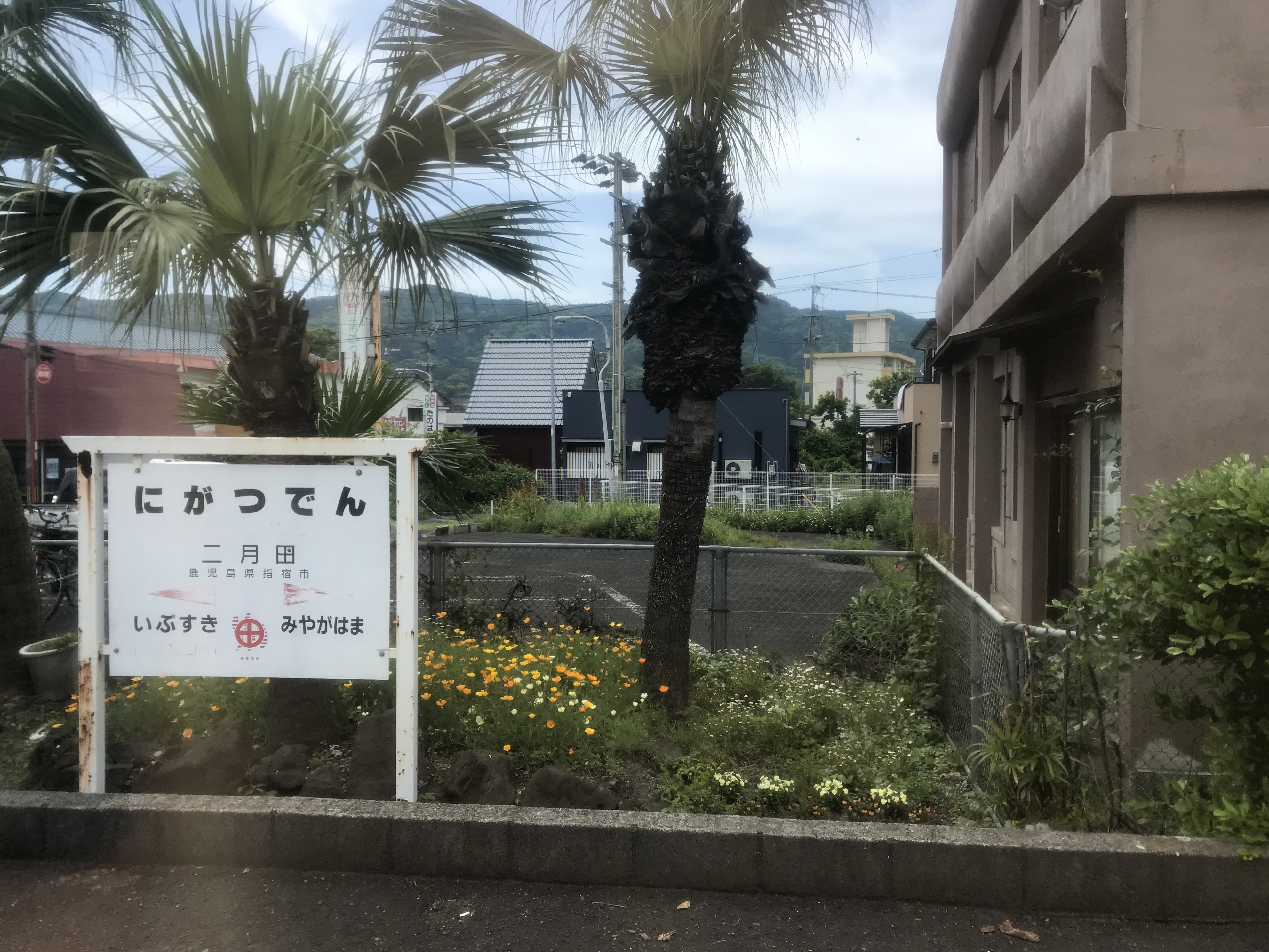
駅名標（2018年5月、列車内より）

### のりば
| 番線 | 路線        | 方向 | 行先                 |
| ---- | ----------- | ---- | -------------------- |
| 1    | ■指宿枕崎線 | 上り | 鹿児島中央方面       |
| 1    | ■指宿枕崎線 | 下り | 指宿・山川・枕崎方面 |

- のりば表記は駅掲載及び公式サイト駅別時刻表に記述[4]

## 利用状況
- 2023年度の1日平均乗車人員は332人である[5]。

| 年度 | 1日平均 乗車人員 | 1日平均 乗降人員 |
| ---- | ---------------- | ---------------- |
| 2003 | 591              |                  |
| 2004 | 556              |                  |
| 2005 | 513              | 1,017            |
| 2006 | 496              | 985              |
| 2007 | 446              | 882              |
| 2008 | 415              | 828              |
| 2009 | 388              | 773              |
| 2010 | 378              | 754              |
| 2011 | 366              | 730              |
| 2012 | 346              | 688              |
| 2013 | 357              | 713              |
| 2014 | 322              | 640              |
| 2015 | 326              | 631              |
| 2016 | 331              |                  |
| 2017 | 333              |                  |
| 2018 | 341              |                  |
| 2019 | 346              |                  |
| 2020 | 318              |                  |
| 2021 | 305              |                  |
| 2022 | 311              |                  |
| 2023 | 332              |                  |

## 駅周辺

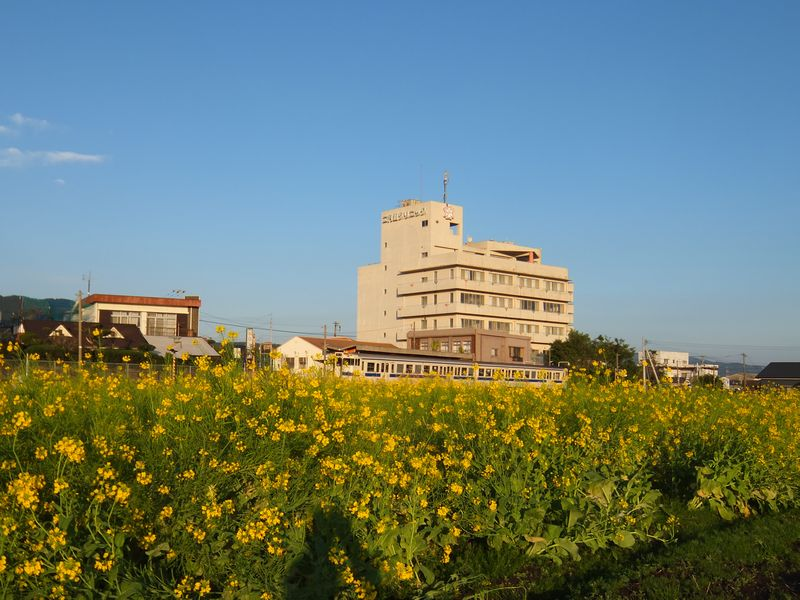
駅遠景（2017年2月、駅に停車中の列車と菜の花）

指宿枕崎線の線路は海岸線から一度離れ、指宿市街地へ入る。駅南側は指宿の官庁街で市役所や簡易裁判所等があるため、これらの職員利用も多い。ホームからは東洋のダイヤモンドヘッドとも形容される魚見岳の独特な景観が正面に見られる。また早春の時期にはホーム東側の畑一面に菜の花を楽しむことが可能。
- 指宿市役所
- 指宿市立柳田小学校
- 指宿簡易裁判所
- 指宿南九州消防組合指宿消防署
- 十町郵便局
- 鹿児島県立指宿高等学校
- 魚見岳
- なのはな館
- 揖宿神社
- 田良岬
- 二月田温泉
- 知林ヶ島
- 国道226号
- なのはな通り

## 駅周辺の交通

### 鹿児島交通
〈二月田バス停〉各方面の行先を記す。
- 指宿いわさきホテル・山川桟橋・たまて箱温泉
- 天文館・金生町（鹿児島中央駅前経由）
- 知覧武家屋敷（喜入経由）

### タクシー
- 駅前広場の営業所にて待機あり

## 隣の駅
九州旅客鉄道（JR九州）
■指宿枕崎線
■快速「なのはな」
薩摩今和泉駅 - 二月田駅 - 指宿駅
■普通
宮ケ浜駅 - 二月田駅 - 指宿駅